# کی‌کوه
کی کوه، روستایی است از توابع بخش کجور شهرستان نوشهر در استان مازندران ایران.

## جمعیت
این روستا در دهستان پنجک‌رستاق قرار دارد و براساس سرشماری مرکز آمار ایران در سال ۱۳۸۵، جمعیت آن ۱۰۶ نفر (۲۶خانوار) بوده‌است. مردم کی کوه از قومیت طبری هستند. مردم کی کوه به زبان طبری و گویش کجوری سخن می‌گویند.